# Ampliación Colonia Loma del Chorrito
Ampliación Colonia Loma del Chorrito är en ort i Mexiko.   Den ligger i kommunen Valle de Santiago och delstaten Guanajuato, i den centrala delen av landet, 240 km väster om huvudstaden Mexico City. Ampliación Colonia Loma del Chorrito ligger 1 794 meter över havet och antalet invånare är 154.
Terrängen runt Ampliación Colonia Loma del Chorrito är kuperad åt sydväst, men åt nordost är den platt. Runt Ampliación Colonia Loma del Chorrito är det ganska tätbefolkat, med 166 invånare per kvadratkilometer. Närmaste större samhälle är Valle de Santiago, 2,3 km norr om Ampliación Colonia Loma del Chorrito. Trakten runt Ampliación Colonia Loma del Chorrito består till största delen av jordbruksmark.